# Compagnie des tramways électriques régionaux de Maubeuge
La Compagnie des tramways électriques régionaux de Maubeuge est une compagnie formée le 22 avril 1902 chez maître Allexandre et Collet notaires à Maubeuge,  pour construire et exploiter un réseau de tramways électrique dans cette ville . Cette compagnie se substitue à Mr Lucien Beau qui avait obtenu la concession du réseau et en devient administrateur. Le réseau est déclaré d'utilité publique le 7 mai 1902. Les lignes sont construites à voie métrique.

## Les Lignes
- Maubeuge (Porte de Mons ) - Grattières - Hautmont, (6,4 km)
- Maubeuge (Porte de Mons ) - Louvroil - Hautmont, (6,3 km)
- Maubeuge (Porte de Mons ) - Ferrière-la-Grande,
- Maubeuge (Porte de Mons ) -  Douzies (gare), (3,8 km)
- Maubeuge (Porte de Mons ) - Gare de Maubeuge,